# 팜뉴투언
팜뉴투언(베트남어: Phạm Như Thuần / 范如淳, 1975년 10월 22일 ~ )은 베트남의 은퇴한 축구 선수로 현역 시절 포지션은 수비수이다. 테 꽁 FC와 하노이 FC 등의 베트남 축구팀에서 활동했으며, 베트남 축구 국가대표팀의 일원으로서 1999년 동남아시아 경기 대회 축구 종목에서 은메달을 획득했다.